# HTC HD7
HTC HD7 (модельний номер T9292, кодове ім'я  — HTC HD3, також відомий як HTC Gold, HTC Diamond3, HTC Mondrian)  — смартфон, розроблений компанією HTC Corporation, анонсований 11 жовтня 2010 року. Є наступником моделі HTC HD2 та попередником HTC Titan.

## Регіональні варіації

### США
HTC HD7S

HTC HD7S є спеціальною варіацією для американського оператора мобільного зв'язку AT&T. Відмінністю від базового варіанту є тип екрану  — Super LCD (у HTC HD7  — LCD). Всі решта характеристик залишились без змін.

## Огляд приладу
- Огляд HTC HD7 [Архівовано 25 грудня 2012 у Wayback Machine.] від CNET (англ.)

## Відео
- Перший погляд на HTC HD7 від HTC (англ.)
- Огляд HTC HD7 від PhoneArena (англ.)